# Буштул
Бу́штул — гора в Українських Карпатах, в масиві Внутрішні Горгани. Розташована на межі Тячівського району Закарпатської області та Рожнятівського району Івано-Франківської області.
Висота гори 1691 м. Вершина і привершинні схили незаліснені, місцями вкриті кам'яними осипищами та криволіссям з сосни гірської; нижче — лісові масиви.
На схід від вершини розташована гора Берть (1666 м), на захід — долина річки Мокрянки, за нею — хребет Передня.
При західних схилах гори розташований ботанічний заказник «Странзул, Задня, Кедрин», а на північних схилах бере початок річка Лімниця (басейн Дністра).
Найближчі населені пункти: Руська Мокра, Німецька Мокра.